# Mežaparks
Mežaparks (tyska: Kaiserwald) är en förort och trädgårdsstad i norra Riga i Lettland, som ligger söder om sjön Ķīšezers.

## Historik
Mežaparks började bebyggas under 1600-talet, då området benämndes "Kungsskogen". Kung Gustav II Adolf etablerade 1621 ett militärläger där, efter det att Sverige ockuperat Riga. 
Namnet Mežaparks betyder "skogsparken". Förorten byggdes upp under tidigt 1900-tal, från 1902, ungefär samtidigt med många andra trädgårdsstäder i Europa. Den kallades i början Kaiserwald, men omdöptes 1823 officiellt till Mežaparks.
Rekreationsområdet Mežaparks, med en stor skog, öppnade 1949.

## Karaktär
Området år platt och sandigt och karaktäriseras av tallskog. Mežaparks har ett stort antal hus i jugend och i nationalromantisk stil, som uppfördes för Rigas förmögnare befolkning. Under andra världskriget var koncentrationslägret Kaiserwald lokaliserat till området.  
I parkområdet ligger Mežaparks friluftsscen, där Lettlands sång- och dansfestival avhålls på sommaren med några års mellanrum, senast 2013. Den 26:e sång- och dansfestivalen planeras till den 30 juni – 8 juli 2018.
[uppföljning saknas]
I Mežaparks finns också Rigas Zoo och en nöjespark.

## Bildgalleri

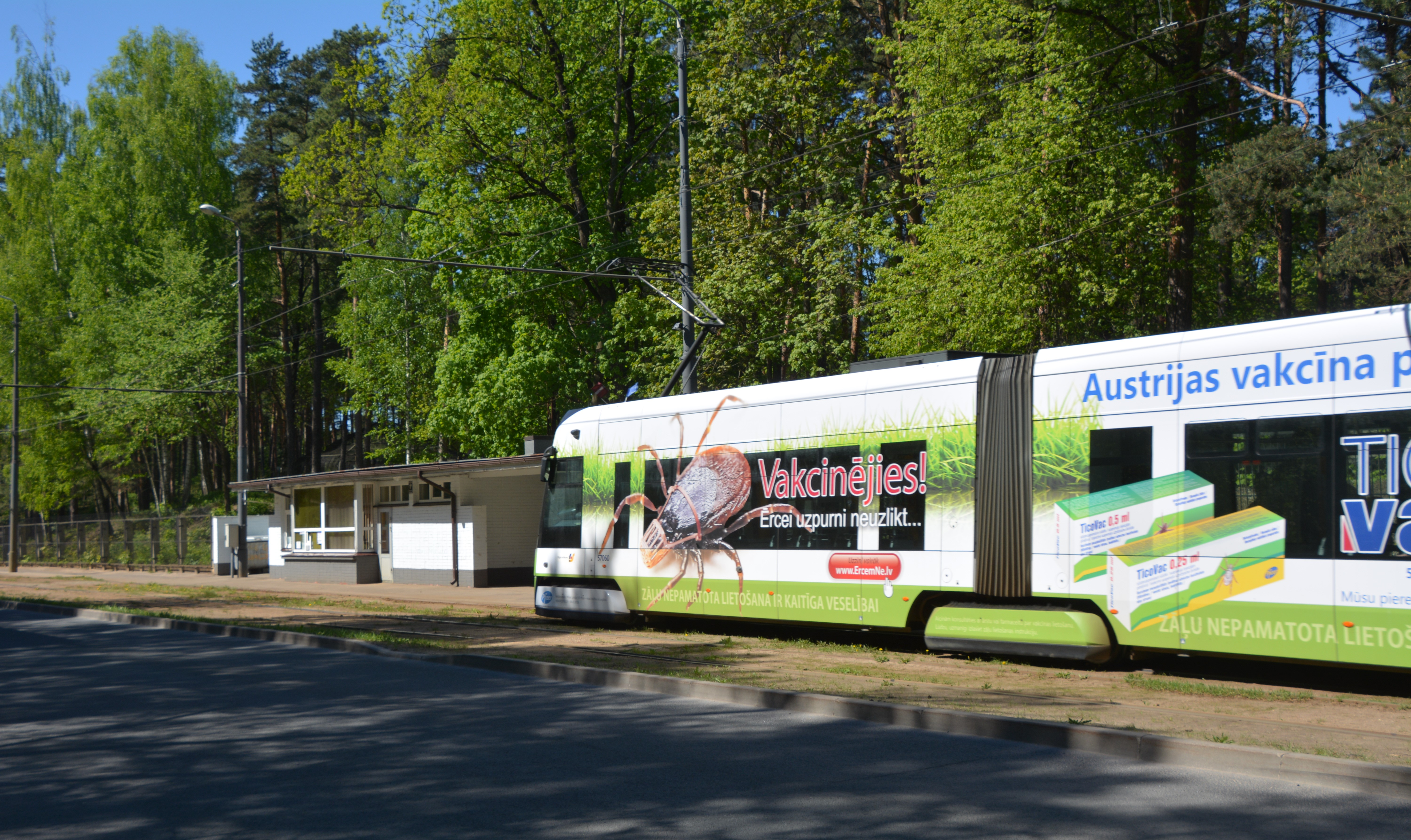
Škoda 15T låggolvsspårvagn vid ändhållplatsen för Linje 11 i Mežaparks
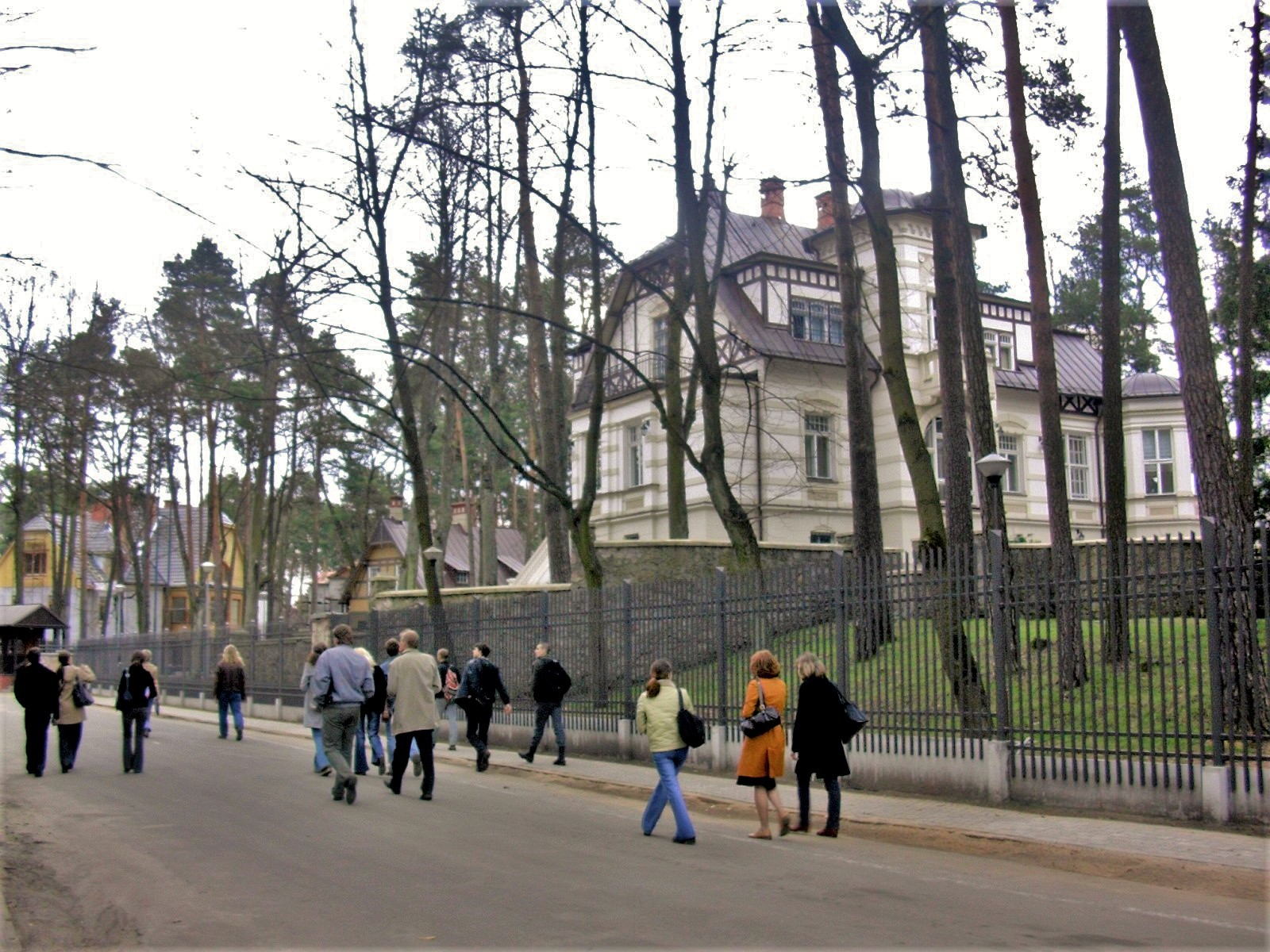
Hus i Mežaparks
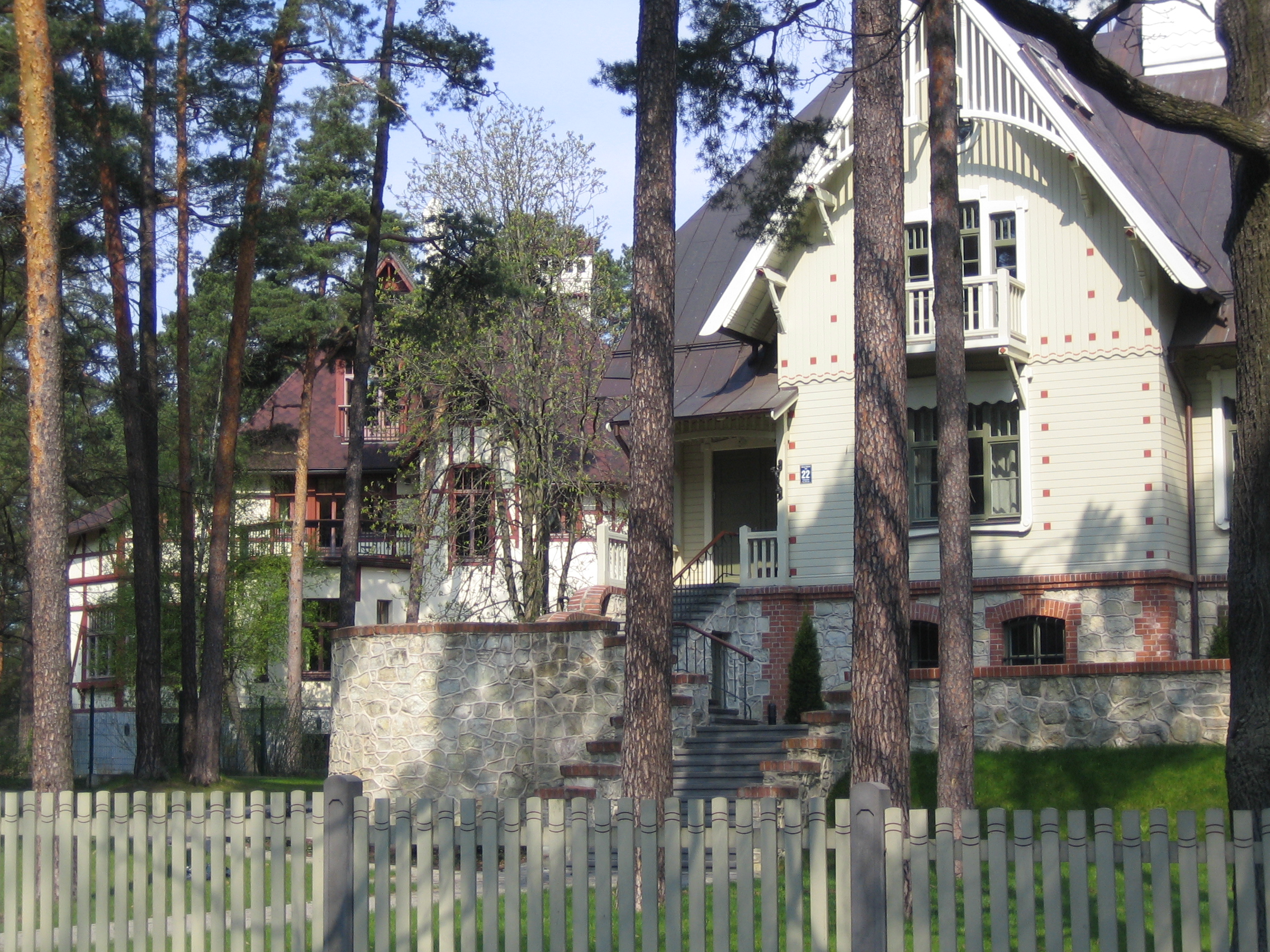
Hus i Mežaparks
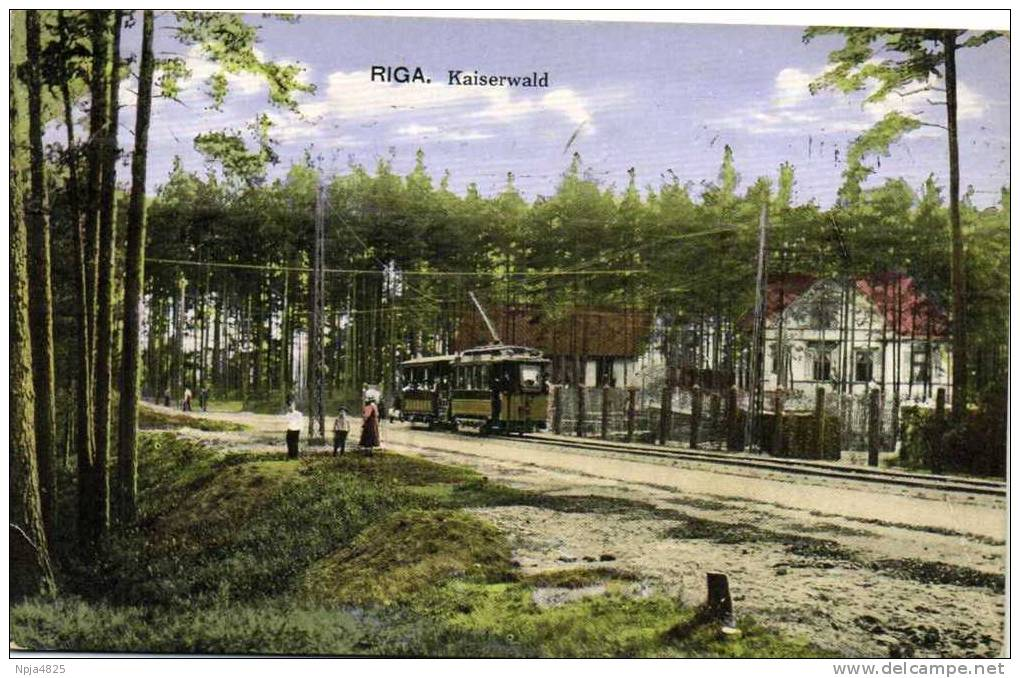
Ķeizarmežs 20, i början av 1900-talet
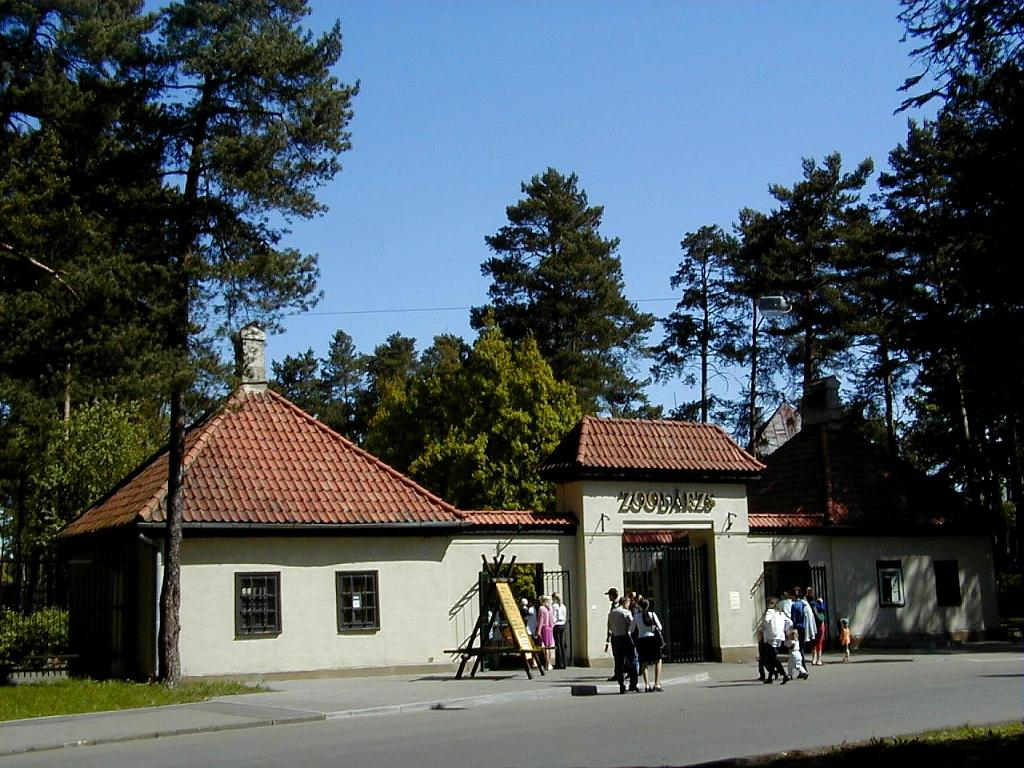
Entrén till Rigas Zoo